# Lieselot De Wilde
Lieselot De Wilde (Gent, 3 juli 1984) is een Belgische sopraan. Ze wordt beschouwd als "een van de meest geprezen stemmen van de Belgische oudemuziekscene".

## Levensloop

### Opleiding
De Wilde studeerde aan het Lemmensinstituut te Leuven bij Dina Grossberger en Katelijne Van Laethem. Ze studeerde nadien bij Jard van Nes. In 2014 nam ze deel aan de academy tijdens het Lucerne Festival onder leiding van Sir Simon Rattle.

### Carrière
De Wilde treedt op in oude muziek, liedrepertoire, muziektheatercreaties en haar eigen creatieve projecten. Ze zingt onder andere bij Ensemble Correspondances, Servir Antico, Pluto Ensemble, Hathor Consort, Imago Mundi, Zefiro Torna, Apotheosis, Ratas del viejo mundo en Les Talens Lyriques en was te zien in opera's van Ben Frost en Philip Glass. Verder is ze ook actief in creaties van de Belgische gezelschappen Zonzo Compagnie en LOD en toert met hen doorheen Europa en Canada.
Daarnaast werkt ze aan haar eigen transdisciplinaire projecten. Haar ensemble Bel Ayre samen met jazzgitarist-componist Peter Verhelst, is een samenwerking van muzikanten met verschillende muzikale achtergronden. Ze produceert ook het online videoproject Around the world in 72 songs. Ze werkt tevens aan het project Figurines, een reeks kunstwerken en performances die het hebben over kunstenaarschap en de condition humaine vanuit een vrouwelijk perspectief.

## Oeuvre

### Voorstellingen
- 2020: Psyche, een opera[6] waarin De Wilde onder meer in de rol van Proserpine zingt.
- 2018: Icon, een muziektheatervoorstelling waarin De Wilde de hoofdrol (Icon) speelt en zingt.[7][8]

### Around the world in 72 songs
in 2020 startte Lieselot De Wilde het online videoproject Around the world in 72 songs. In deze imaginaire reis rond de wereld worden 72 liederen vertolkt uit 72 verschillende landen of culturen in 72 video's. Rode draad doorheen het project is een draaiorgel, waarmee ze zichzelf bij nagenoeg alle liederen begeleidt. Het repertoire is ruim en reikt van etnische muziek via het chanson tot klassieke muziek en het oude muziekrepertoire. Het project is geïnspireerd op de reis van de Amerikaanse journaliste Nellie Bly die in 1889-1890 met 72 dagen als eerst het wereldrecord 'het snelst rond de wereld reizen' op haar naam had staan.

### Discografie[11]
- Nowell, nowell, Encantar, Flanders Recorder Quartet, Aeolus, 2010
- La déclinaison de la femme, Encantar, Phaedra, 2011
- The Wasp Factory, Ben Frost, Bedroom Community, 2016[12]
- 'A Canzone 'e Partenope: Canzoni Popolari Napoletane, Bel Ayre, eigen beheer, 2017
- Trois visages d'Hécate: Cantates Françaises de Nicolas Bernier, Lieselot De Wilde & ensemble Apotheosis, Korneel Bernolet, Et'Cetera, 2017[13]
- Pigmalion, Lieselot De Wilde, Caroline Weynants, Philippe Gagné, Morgane Heysse, & Apotheosis Orchestra, Korneel Bernolet, Et'Cetera, 2019
- Entre-temps, Bel Ayre, eigen beheer, 2020[2]

## Onderscheidingen
- 2022: Ultima Muziek. De jury motiveerde de prijs met: “De carrière van de Vlaamse vocale artieste, performer en maker Lieselot De Wilde bruist van tomeloze veelzijdigheid en creativiteit. Ze treedt op met oude muziek, hedendaagse muziek, liederen, muziektheatercreaties en haar eigen creatieve projecten.”[14][15][16]
- 2011: Haar barokensemble Bel Ayre is uitgeroepen tot 'Selected Promising Ensemble' op het festival Laus Polyphoniae te Antwerpen.[5]
- 2003: Belfius Classics, laureaat in de categorie muziek.